# デニス・ハート・マハン
デニス・ハート・マハン（Dennis Hart Mahan, 1802年4月2日 - 1871年9月16日）は、アメリカの陸軍軍人、軍事学者である。海軍戦略家として知られるアルフレッド・セイヤー・マハンは息子である。

## 経歴
1802年4月2日、ニューヨーク市に住むアイルランド系移民の両親の下に生まれる。1820年に陸軍士官学校（ウェストポイント）に入学する。「ウェストポイントの父」と言われるシルヴェイナス・セイヤー（Sylvanus Thayer）少佐の下で指導を受け、1824年に卒業する。工兵将校として任命されるが、陸軍士官学校の教官として1824年から2年間にわたって留まる。
1826年から1830年の間にはフランスのメスで工学の研究に従事し、アントワーヌ・アンリ・ジョミニの軍事思想の影響を受ける。帰国後は陸軍士官学校の工学教授に就任して、教育者として戦争学の教育コースの発展に貢献した。この時期に戦略や戦術、工兵についての著作を発表することになる。『野戦築城についての考察』（1836年）、『土木工学の初等コース』（1837年）、『部隊の前衛、前哨及び分遣に関する初等論文』（初版1847年、1853年、1863年）を執筆し、当時のアメリカにおいて最も基本的な軍事教範として普及していった。
1871年に定年退職し、同年9月16日にニューヨークのハドソン川に身を投げて自殺した。

## 主要業績
- Treatise on Field Fortifications (1836)
- Elementary Course of Civil Engineering (1837; revised 1868)
- Elementary Treatise on Advanced Guard, Outposts, and Detachment Service of Troops (1847; revised, 1862)
- Summary on the Cause of Permanent Fortifications and of the Attack and Defense of Permanent Works (1850)
- Elementary Treatise on Industrial Drawing (1853)
- Editor, with additions, the American edition of Mosely's Mechanical Principles of Engineering and Architecture (1856)
- Descriptive Geometry, as applied to the Drawing of Fortifications and Stereometry (1864)
- An Elementary Course on Military Engineering [covering] Field Fortifications, Military Mining, and Siege Operations (1865)
- Permanent Fortifications (1867)